# Tina Barrett
Tina Ann Barrett (Londra, 16 settembre 1976) è una cantautrice e attrice inglese, divenuta famosa nel 1999 quando è diventata un membro del noto gruppo pop S Club 7.

## Biografia
Tina Barrett nasce il 16 settembre 1976 da madre guyanese e padre britannico a Hammersmith, nella parte ovest di Londra.
Ha frequentato la London's Arts Educational School per otto anni, diventando ballerina e coreografa. Ha avuto l'onore in seguito di esibirsi assieme ad artisti come dei Pulp, Shola Ama, i Simply Red e Toni Braxton.
Era inizialmente membro del gruppo Face 2 Face (che poi sarebbero diventate le Mis-Teeq), ma abbandonò il gruppo prima del debutto nel mondo discografico.

### S Club 7
Tina raggiunge il successo nel 1998 quando a seguito di numerosi audizioni diventa membro degli S Club 7 insieme a Rachel Stevens, Paul Cattermole, Jon Lee, Bradley McIntosh, Jo O'Meara e Hannah Spearritt.
In cinque anni il gruppo pubblica quattro album studio, una raccolta e una numerosa serie di singoli. Tra i loro brani che hanno raggiunto la #1 ricordiamo: Bring It All Back, Never Had a Dream Come True, Don't Stop Movin' e Have You Ever.
Tina ha anche partecipato a tutte le serie televisive del gruppo: Miami 7, L.A. 7, Hollywood 7 e Viva S Club e ha partecipato al film Seeing Double (in italiano S Club allo specchio).
Il gruppo si è sciolto ufficialmente nel 2003.

### Carriera solista
Tina, dopo lo scioglimento del gruppo, dichiarò subito di avere interesse ad intraprendere una carriera solista.
Nel 2004 registra un singolo insieme ad altri artisti come Natasha Bedingfield o Liz McClarnon: una cover del brano Da Ya Think I'm Sexy? di Rod Stewart Il brano viene pubblicato sotto il nome di The Girls of FHM e raggiunge la #10 nella classifica ufficiale inglese.
Tina successivamente incomincia a registrare nuovo materiale e nel novembre del 2009 presenta in anteprima il suo singolo di debutto solista Fire al "Born Free Wild and Live" presso la Royal Albert Hall. Il 25 maggio 2012 viene pubblicato il video ufficiale di Fire. Il 23 settembre 2012 viene pubblicato in digitale un EP contenente i vari remix del brano. 
Successivamente Tina partecipa come apparizione al video musicale di "The Clapping Song" di Russell Grant e come ballerina nel video musicale per "Shudaayi" di Navin Kundra.
Il 3 novembre 2013 pubblica il secondo singolo ufficiale Makin' Me Dance
Tina ha recentemente annunciato la pubblicazione di un nuovo singolo e dell'album nel 2014, entrambi dal titolo Woman.

## Discografia

### Da solista

#### Singoli
- 2004 - Do Ya Think I'm Sexy?
- 2012 - Fire
- 2013 - Makin' Me Dance
- 2014 - Woman